# Sommelans
Sommelans är en kommun i departementet Aisne i regionen Hauts-de-France i norra Frankrike. Kommunen ligger  i kantonen Neuilly-Saint-Front som ligger i arrondissementet Château-Thierry. År 2022 hade Sommelans 58 invånare.

## Befolkningsutveckling
Antalet invånare i kommunen Sommelans
Referens: INSEE